# Simpson Horror Show II
Le Simpson Horror Show II (en France) ou Spécial d'Halloween II (au Québec) (Treehouse of Horror II) est le 7e épisode de la saison 3 de la série télévisée d'animation Les Simpson. C'est aussi le 2e épisode des Simpson Horror Show. Il comporte trois histoires, toutes des parodies de films d'horreur.

## Synopsis

### Introduction
Comme dans le premier Simpson Horror Show, Marge avertit le public de l'horreur du programme et de ne pas laisser les enfants le regarder.
Homer regarde la télévision en mangeant des bonbons. Il va donner le reste à Dolph, Jimbo et Kearney qui menacent de bombarder la maison d'œufs. Sa maison sera effectivement bombardée d'œufs une fois la porte fermée. Bart, déguisé en bourreau, Lisa, déguisée en totem en l'honneur des Amérindiens du Nord-Ouest et Maggie, déguisée en sorcière, accompagnés de Marge coiffée comme La Fiancée de Frankenstein, reviennent de leur récolte de bonbons d'Halloween. Homer et ses enfants mangent pleins de bonbons bien que Marge leur demande d'en manger seulement un pour la nuit. Elle leur dit que s'ils mangent trop de bonbons, ils feront des cauchemars durant la nuit ce qui arrive…

### La patte de singe
Dans un bazar de Marrakech, Homer achète une patte de singe. Le marchand lui dit que cette dernière peut exaucer tous les vœux de son propriétaire, mais lui porte aussi malheur, mais Homer ne l'écoute pas… De retour à Springfield, Bart et Lisa se chicanent pour faire le premier vœu. Maggie s'en empare et souhaite recevoir une nouvelle tétine apportée par un chauffeur de limousine, ce qui arrivera quelques secondes plus tard. Bart fait ensuite le vœu que la famille Simpson devienne riche et célèbre. L'argent apparaît subitement et ils mangent dans un restaurant chic, la Tortue dorée (version québécoise), où ils se font vite reconnaître. Les gens sont jaloux de les voir avec leurs marchandises (chandails, CD de musique Calypso et publicités). Lisa fait ensuite le vœu d'avoir la paix dans le monde. Les gens se débarrassent de leurs armes et les infrastructures de défense sont changées. Kang et Kodos en profitent pour envahir la Terre maintenant sans défense. Maintenant que les Simpson sont haïs de tous, Homer fait le dernier vœu : il souhaite un sandwich à la dinde ce qui arrive mais le sandwich est sec, Homer le jette donc ainsi que la patte de singe que récupère Flanders qui souhaite se débarrasser des envahisseurs. Les extraterrestres sont chassés. Ned est acclamé par les habitants malgré la colère d'Homer.

### Bart le monstre
Bart a des pouvoirs surnaturels : il peut lire dans les pensées des gens et terrorise toute le pays, même ses parents et ses sœurs, qui se mettent en quatre pour le satisfaire sous la menace de se faire transformer… Homer, qui regarde un match de football, lui tient tête en ne voulant pas céder la télévision ainsi que le canapé. Bart l'envoie dans le match à la place du ballon et s'installe. Quand il rentre à la maison, Homer essaie d'assommer Bart avec une chaise, mais ce dernier le transforme en boîte à surprises. Marge envoie Bart chez le Dr.Marvin Monroe pour régler ses problèmes. Il propose à Homer, toujours en boîte à surprise, de passer de temps avec son fils pour lui faire passer son besoin d'attention. Après qu’ils ont passé du bon temps ensemble, au moment du coucher, Bart rend à Homer son apparence normale. Celui-ci l'embrasse en lui disant qu'il l'aime ce qui terrorise Bart (en vrai)…

### Le Cerveau d'Homer
M. Burns se plaint de la paresse de ses employés. Pour leur faire peur, Smithers lui propose d'en renvoyer un au hasard. Il renvoie donc Homer qui dort à son poste. M. Burns et Smithers vont ensuite dans un laboratoire secret où M. Burns a créé un robot qui va remplacer ses employés. Pour que celui-ci fonctionne, il lui faut un cerveau.
Pendant ce temps, Homer s'est trouvé un nouveau travail de fossoyeur. Fidèle à son habitude, il s'endort dans la tombe qu'il est en train de creuser. La nuit venue, M. Burns et Smithers vont au cimetière pour prélever un cerveau sur un cadavre. Ils découvrent la « tombe» d'Homer, qu'ils croient mort. Ils emmènent alors Homer, endormi, vers le laboratoire. M. Burns prend le cerveau de Homer pour le brancher au robot et lui donne un courant électrique pour le faire vivre, mais le robot s'avère paresseux comme Homer. M. Burns décide de démonter le robot et de rendre le cerveau à Homer et de ne plus faire d'expériences là-dessus. En donnant un coup à la carcasse du robot, M. Burns le fait tomber sur lui, l'écrasant à mort. M. Burns demande à Smithers d'exécuter le plan qui permettra sa survie… Homer se réveille en sursaut, dans son lit. Bart l'a mordu parce qu'il l'écrasait. Il va à la salle de bain et découvre avec horreur la tête de M. Burns greffée à son cou. Il retourne se coucher en pensant se réveiller le lendemain matin normalement...